# 師子賢
師子賢（梵文名：Haribhadra，生卒年不詳），又譯作獅子賢，藏文名僧格桑布（藏語：སེང་གེ་བཟང་པོ་，威利转写：seng ge bzang po），出身剎帝利階級，德瓦巴拉王（梵 Devapāla）之世，出家為僧。八世紀時印度著名的佛教學者，師從寂護，精通般若學。他為《現觀莊嚴論》寫作了四部註疏，在藏傳佛教中有很高的地位。

## 生平
後人對獅子賢的生平所知不多，主要根據藏傳佛教保存的文獻來了解。
他出身王族，跟隨那爛陀寺寂護大師學習中觀學，又師從遍照賢學習《般若經》與《現觀莊嚴論》。他應達磨波羅王（Dharmapāla）的邀請，至新蘇摩補契寺（Somapuri）宣講《般若經》，並在此過世。
在他死後，他的弟子覺智足（Buddhajñānapada）繼承他的遺志，繼續弘揚《現觀莊嚴論》。
日本學者真野龍海推估他的生卒年為西元730年至795年之間。

## 師承
- 寂護

## 弟子
- 覺智足

## 著作
他曾經根據解脫軍所傳的《二萬五千頌般若波羅密多要訣現觀論釋》寫作了四部註釋書：
- 《二萬五千頌般若波羅密多經合論》
- 《八千頌般若波羅密多現觀論之光明釋》
- 《集薄伽梵功德寶頌難處釋》
- 《般若波羅密多要訣現觀論明義釋》

這四部註釋書都被保存在西藏的大藏經中。